# 추자도
추자도는 추자군도의 주섬인 상추자도와 하추자도를 합쳐부르는 말이다.